# Elektrisk felt
Et elektrisk felt {\displaystyle {\vec {E}}} er inden for den klassiske elektromagnetisme et felt, der beskriver den elektriske kraft {\displaystyle {\vec {F}}} pr. ladning {\displaystyle Q}:
{\displaystyle {\vec {E}}={\frac {\vec {F}}{Q}}}
Den elektriske feltstyrke måles i SI-enheden volt pr. meter.
Sammen med magnetfeltet indgår det elektriske felt i Lorentzkraften.

## Ligninger
I klassisk elektromagnetisme indgår det elektriske felt i tre ud af Maxwells fire fundamentale ligninger.

### Gauss' lov
Den ene er Gauss' lov, der på differentialform lyder:
{\displaystyle \nabla \cdot \mathbf {E} ={\frac {\rho }{\varepsilon _{0}}}}
og på integralform lyder:
{\displaystyle \oint _{S}\mathbf {E} \cdot d\mathbf {A} ={\frac {q}{\varepsilon _{0}}}}
Integralet af {\displaystyle \mathbf {E} }-feltet over en lukket flade er altså proportional med den omsluttede ladning {\displaystyle q}.

### Faradays og Ampères love
De to andre ligninger beskriver interaktionen mellem det magnetiske og det elektriske felt. De er grundlæggende for elektromagnetisk induktion og elektromagnetisk stråling.

## Eksempler på felter
I det følgende er Gauss' lov anvendt til at beregne det elektriske felt omkring forskellige ladningsfordelinger ved at vælge en velegnet lukket flade.

### Punktladning
For en positiv ladning {\displaystyle q} peger feltet væk fra ladning lige meget i alle retninger, mens det for {\displaystyle -q} vil pege ind mod ladning. Der er altså tale om sfærisk symmetri, så derfor vælges en sfærisk skal som lukket flade med ladningen i centrum. Nu peger feltet vinkelret ud af skallen i samme retning som de infinitesimale arealer, hvilket giver gør, at begge størrelse lige så godt kan være skalarer snarere end vektorer. Dvs:
{\displaystyle \oint _{S}E\cdot dA={\frac {q}{\varepsilon _{0}}}}
Det elektrisk felt er lige stort i alle retninger, så det er en konstant faktor, som kan sættes uden for integrationstegnet.
{\displaystyle \Phi _{E}=E\oint _{S}\cdot dA=EA={\frac {q}{\varepsilon _{0}}}}
Arealet er overfladearealet af en kugle er givet ved
{\displaystyle A=4\pi r^{2}}
hvor {\displaystyle r} er sfærens radius, hvilket også er afstanden til ladningen. Dette indsættes:
{\displaystyle E4\pi r^{2}={\frac {q}{\varepsilon _{0}}}}
Det elektriske felt kan nu isoleres:
{\displaystyle E={\frac {1}{4\pi \varepsilon _{0}}}\cdot {\frac {q}{r^{2}}}}
Det elektriske felt fra en punktladning {\displaystyle q} falder altså med afstanden i anden. Kraften på en anden punktladning {\displaystyle Q} er dermed:
{\displaystyle F=QE={\frac {1}{4\pi \varepsilon _{0}}}\cdot {\frac {qQ}{r^{2}}}}
Denne sidste sammenhæng er kendt som Coulombs lov.

## Fodnoter
1. ↑  Halliday, David; Krane, Kenneth S.; Resnick, Robert (2002). "Gauss' Law". Physics (engelsk). Vol. 2 (5. udgave). John Wiley & Sons, Inc. s. 617. ISBN 978-0-471-40194-0.

| Fysik | Spire Denne artikel om fysik er en spire som bør udbygges. Du er velkommen til at hjælpe Wikipedia ved at udvide den. |